# António de Paiva Gomes
António de Paiva Gomes SCA (Moimenta da Beira, Leomil, 10 de Janeiro de 1878 – Lisboa, 19 de Novembro de 1939) foi um empresário agrícola, médico, militar, jornalista, político e maçom português.

## Biografia
Filho de José Gomes Ferreira Pinto (Moimenta da Beira, Leomil, 18 de Setembro de 1840 – Moimenta da Beira, Leomil, 27 de Julho de 1888), Médico de Partido nos Concelhos de Vila Nova de Foz Coa, Trancoso e Moimenta da Beira e Proprietário Agrícola, e de sua mulher Maria Isabel de Almeida de Paiva Gomes (Moimenta da Beira, Leomil, 17 de Março de 1854 – Moimenta da Beira, Leomil, 30 de Janeiro de 1933), neto paterno de António Teixeira Pinto Gomes e de sua mulher Maria José Cardoso de Araújo e irmão de José de Paiva Gomes.
Fez estudos no Porto, cidade onde frequentou a Escola Médico-Cirúrgica, pela qual alcançou o Bacharelato em 1902. Ingressou, no ano seguinte, em 1903, na Escola de Medicina Tropical, onde se diplomou.
Seguindo em simultâneo a carreira militar como Oficial do Exército, onde atingiu o posto de Coronel, a sua formação clínica específica levou-o a exercer Medicina em Lourenço Marques, Macau e Timor. Serviu, por mais duas vezes, em Moçambique, em 1908-1911 e em 1934-1939, desempenhando, neste último período, as funções de Guarda-Mor e Chefe Interino dos Serviços de Saúde Moçambicanos. Foi, ainda, diretor do Hospital Miguel Bombarda, em Lourenço Marques.
Pertenceu à Maçonaria, tendo sido iniciado em data desconhecida de 1904 na Loja Cruzeiro do Sul, de Lourenço Marques, Moçambique, afecta ao Grande Oriente Lusitano Unido, com o nome simbólico de Câmara Pestana.
Membro do Partido Republicano Português (pertenceu ao Partido Democrático), teve acção importante na obra da demolição da Monarquia e actividade como agitador Republicano nas Colónias, em todos os territórios ultramarinos por onde passou: Macau, Timor e, sobretudo, Moçambique. Nesta última Colónia, fundou o jornal "O Incondicional", que se publicou em Lourenço Marques até 1910, e presidiu, a partir desse ano e na mesma cidade, ao Centro Republicano Couceiro da Costa. Proclamada a República e regressando à Metrópole, foi Deputado por Moimenta da Beira em 1911-1917. Ascendeu ao Governo em 1919, ocupando a pasta de 31.º Ministro das Finanças entre 27/28 de Janeiro e 30 de Março. Voltou ao Executivo no ano seguinte, desta vez como Ministro das Colónias, de 30 de Novembro de 1920 a 2 de Março de 1921, e, novamente, desde esta última data até 24 de Maio seguinte. Desempenharia, mais uma vez, a pasta dos Negócios Coloniais, por brevíssimos dois dias, a 15 e a 16 de Fevereiro de 1925, não tendo, sequer, chegado a tomar posse. Deputado por Lamego nos anos de 1919 a 1926, ocupou, também, o cargo de Vogal do Conselho Superior de Finanças. Foi Juiz Conselheiro e 10.° Presidente do Tribunal de Contas de 5 de Janeiro de 1924 a 14 de Maio de 1926.
Publicou as obras:
- Quatorze annos de Timor, 1.ª série (1909)[5]
- Timor[5]
- O governo do general de brigada do quadro da reserva José Celestino da Silva durante 14 annos[5]
- Latrocínios, assassinatos e perseguições, 2.ª série (Lisboa, 1911)[5]

A 8 de Março de 1918, no posto de Capitão, foi agraciado com a 2.ª Classe da Ordem Militar de São Bento de Avis.
Atingiu, em data desconhecida de 1930, o Grau 9.º do Rito Escocês Antigo e Aceite.